# Leo Frobenius
Leo Viktor Frobenius (29 de junio de 1873 - Biganzolo hoy Verbania, Lago Mayor Piamonte - 9 de agosto de 1938) fue un etnólogo y arqueólogo alemán nacido en Berlín que se orientó al estudio de la cultura africana.

## Biografía
En 1904 realizó su primera expedición a África, concretamente a la región congolesa de Kasai. En años posteriores visitó Sudán y el norte del continente.
Fue aquí donde realizó una interesante peripecia en el contexto de la I Guerra Mundial en el frente del Medio Oriente y África. Su misión, conocida como la Vierte Deutsche Inner-Afrikanische Forschungsexpedition (Cuarta expedición alemana al interior de África) --de unos 17 hombres, entre ellos cinco europeos, con 60 000 marcos de oro-- llegó a Constantinopla en noviembre de 1914. Pasó a Siria, Palestina y la costa del mar Rojo y de allí, en Al Wajh, cruzó en febrero de 1915 al puerto eritreo de Massawa, donde fue obligado por los italianos a regresar. Su misión era la de levantar tribus y naciones contra los enemigos de Alemania en los tiempos de la Primera Guerra Mundial, para crear un nuevo foco bélico en África del Noreste, por lo que sería conocido como el Lawrence de Arabia alemán.[cita requerida]
En 1920 fundó en Múnich el Instituto para la morfología cultural y en 1935 se convirtió en director del museo etnográfico municipal de dicha localidad.[cita requerida]
Frobenius defendió el difusionismo cultural, ya fuera a través de la transmisión de las ideas o de invasiones.[cita requerida] Trataba de reconstruir los puntos de vista y la vida cultural y religiosa de los pueblos africanos y daba gran importancia a sus valores culturales, al contrario de la corriente imperialista imperante en aquellos momentos. Por ello es una figura muy reconocida por el movimiento de la negritud como Léopold Sédar Senghor.[cita requerida]
Frobenius recogió el concepto creado por Oswald Spengler que consideraba la cultura como si se tratase de un organismo vivo.[cita requerida]

## Obra
- Die Geheimbünde Afrikas. Hamburgo, 1894
- Der westafrikanische Kulturkreis. Petermanns Mitteilungen 43/44, 1897/98
- Ursprung der afrikanischen Kulturen. Berlín 1898
- Weltgeschichte des Krieges. Hannover, 1903
- Das Zeitalter des Sonnengottes. Georg Reimer Verlag, Berlín 1904
- Im Schatten des Kongostaates: Bericht über den Verlauf der ersten Reisen der DIAFE von 1904–1906, über deren Forschungen und Beobachtungen auf geographischen und kolonialwirtschaftlichem Gebiet. Berlín 1907
- Unter den unsträflichen Äthiopen. Berlín, 1913
- Und Afrika sprach. Berlín 1912, traducción al inglés The Voice of Africa, Londres 1913
- Der Völkerzirkus unserer Feinde, Eckart-Verlag, Berlín 1917
- Paideuma. Umrisse einer Kultur- und Seelenlehre. Múnich 1921
- Atlantis – Volksmärchen und Volksdichtungen Afrikas. Veröffentlichungen des Instituts für Kulturmorphologie. Editado por Leo Frobenius. 12 vols. Jena: Diederichs 1921–1928
  - Vol. 1:  Volksmärchen der Kabylen, Weisheit (1921)
  - Vol. 2:  Volksmärchen der Kabylen, Das Ungeheuerliche (1922)
  - Vol. 3:  Volksmärchen der Kabylen, Das Fabelhafte (1921)
  - Vol. 4:  Märchen aus Kordofan (1923)
  - Vol. 5:  Dichten und Denken im Sudan (1925)
  - Vol. 6:  Spielmannsgeschichten der Sahel (1921)
  - Vol. 7:  Dämonen des Sudan: allerhand religiöse Verdichtungen (1924)
  - Vol. 8:  Erzählungen aus dem West-Sudan (1922)
  - Vol. 9:  Volkserzählungen und Volksdichtungen aus dem Zentral-Sudan (1924)
  - Vol. 10: Die atlantische Götterlehre (1926)
  - Vol. 11: Volksdichtungen aus Oberguinea. Fabuleien dreier Völker (1924)
  - Vol. 12: Dichtkunst der Kassaiden (1928)
- Dokumente zur Kulturphysiognomik. Vom Kulturreich des Festlandes. Berlín, 1923
- Der Kopf als Schicksal. Wolff, Múnich 1924
- Erythräa. Länder und Zeiten des heiligen Königsmords. Berlín, 1931
- Kulturgeschichte Afrikas, Prolegomena zu einer historischen Gestaltlehre. Phaidon Verlag, Zúrich 1933 (reimpreso por Peter Hammer Verlag, Wuppertal 1998)

## Edición en castellano
- La cultura de la Atlántida, 1923[2]
- El decamerón negro, 1925[3]
- La cultura como ser viviente: contornos de una doctrina cultural y psicológica, 1934[4]